# Баркливилл
Баркливилл (англ. Barclayville) — город в Либерии, назван в честь 18-го президента Либерии Эдвина Баркли (1882—1955).

## География
Расположен в юго-восточной части страны на реке Нуо, примерно в 335 км от столицы страны, города Монровия и в 15 км от побережья Атлантического океана. Административный центр графства Гранд-Кру. Абсолютная высота — 95 метров над уровнем моря.

## Транспорт
В июне 2005 года Региональная информационная служба ООН сообщала, что дороги, ведущие к Баркливиллу обветшали и быстро зарастают кустарником, что делает их непригодными для использования.

## Население
По данным на 2013 год численность населения составляет 2641 человек.
Динамика численности населения города по годам:
| 2008 | 2013 |
| ---- | ---- |
| 2733 | 2641 |